# Trajnostna energija
Trajnostna energija (angl. sustainable energy) je določena energija, namenjena zadovoljitvi sedanjih potreb, ne da bi s tem vplivala na potrebe naših zanamcev. Viri trajnostne energije najpogosteje vključujejo vse vrste obnovljivih virov, kot so sončna energija, vetrna energija (eolska energija), energija valovanja, geotermalna energija, energija biomase. Navadno vključuje tehnologijo izboljšane energetske učinkovitosti. Konvencionalna jedrska energija se včasih označuje za trajnostno, vendar je to politično sporna zaradi dosežene stopnje največje znosne proizvodnje urana, sevajočih odpadkov in tveganja povzročitve nesreč zaradi naravnih stihij in napadov terorističnih skrajnežev.

## Tehnologija obnovljive energije
Tehnologija obnovljivih virov energije je bistvenega pomena za trajnostno energijo, saj navadno prispeva svetu energijske varnosti tako, da zmanjšuje odvisnost od fosilnih virov energije.; ter zagotavlja možnosti za zmanjšanje toplogrednih plinov. .
Mednarodna agencija za energijo (IEA) se izreka, da lahko po zasnovi določimo tri razrede oz. rodove (generacije) obnovljivih virov energije, glede na dobo, ko so bili uvedeni, ki sega več kot stoletje v preteklost;
- 1. rod tehnologije: nastane iz industrijske revolucije ob koncu 19. st in vključuje energijo vode, goriva biomase, geotermalno moč in moč toplote. Nekatere izmed navedenih oblik energije so še vedno zelo razširjene v uporabi.

- 2. rod tehnologije: vključuje sončno ogrevanje ali hlajenje, moč vetra, sodobne oblike biogoriva. Sedaj te vstopajo na trg, kot plod raziskav, razvoja in predstavitve (RD&D) naložb od leta 1980.

- 3. rod tehnologije: še vedno v razvoju in vsebuje napredne biomase uplinjanja, zbiranja toplotne in sončne energije in energijo oceanov. Prav tako lahko  prednosti v nanotehnologiji odigrajo veliko vlogo v razvoju trajnostne energije.

### Tehnologija prvega rodu
Tehnologija prvega rodu je najbolj konkurenčna na področju kjer so viri obilni. Njihova prihodnost je odvisna od razpoložljivih virov, še posebno pa v državah v razvoju.
Med obnovljivimi viri energije so v prednosti hidroelektrarne, ker imajo dolgo življenjsko dobo, veliko obstoječih in delujočih hidroelektrarn še vedno obratuje, prav tako so hidroelektrarne dolge življenjske dobe tudi zelo čiste in imajo zelo malo strupenih izpustov. Pripombe glede hidroelektraren so predvsem usmerjene na področje gradnje samih poslopij, saj porabijo velike količine goriva za izgradnjo ter znatno spremenijo videz pokrajine. Splošno rečeno hidroelektrarne proizvajajo veliko nižje ozšiste kot drugi viri pretvarjanja energije.
Geotermalne elektrarne lahko obratujejo stalno, zagotavljajo pa lahko osnovno in svetovno mogočostno zmogljivost za geotermalno energijo z močjo 85 GW za naslednjih 30 let, vendar je geotermalne elektrarne možno izrabljati samo na nekaterih krajih na svetu: ZDA, Medmorska Amerika, Indonezija, Vzhodna Azija, Švedska, Filipini. Stroški pri pridobivanju geotermalne energije so se bistveno zmanjšali od leta 1970. Geotermalna energija je lahko tržno učinkovita v večjih državah, ki proizvajajo geotermalno energijo, ali pa drugje, kjer so hkrati tudi ukrep za manjše segrevanje ozračja.
BIOMASA V OBLIKI STISNJENCA
Stisnjenci (t. i. briketi) se vse bolj uporabljajo v državah, ki so v razvoju kot nadomestilo za oglje. Ta tehnika je zmožna pretvorbe skoraj vsake rastline v stisnjenec, ki ima okoli 70 odstotkov kalorične vrednosti oglja. Na svetu obstaja razmeroma malo primerov velike proizvodnje stisnjencev. Izjema je Severni Kivu v vzhodni DR Kongo, kjer se gozd uporablja v namene izdelovanje oglja in je največja grožnja habitatu gori Gorilla. Uslužbenci narodnega parka Virunga so uspešno usposobljeni za izdelavo stisnjenca kot biomase, ki lahko nadomesti oglje in posledično protizakonito iztrebljanje nedotaknjenih gozdov.

### Tehnologija drugega rodu
Trg za tehnologijo drugega rodu je močan in raste, vendar samo v nekaterih državah. Težki se k razširitvi in povečanju pokritosti trga po vsem svetu. 
Ustroji sončnega ogrevanja so najbolj poznani izdelek tehnologije drugega rodu in so na splošno sestavljeni iz kolektorjev s tekočino, ki lahko prenaša to toploto do različnih zalogovnikov. Ti ustroji se večinoma uporabljajo za ogrevanje sanitarne vode, bazenske vode in za ogrevanje prostorov. Toplota se prav tako lahko uporabi za industrijsko uporabo. V večini podnebij z zadostno sončno obsijanostjo predstavlja ustroj sončnega gretja visok delež (50–70 odstotkov) virov za ogrevanje sanitarne vode.
Energija, ki jo zemlja sprejema od sonca, je elektromagnetno sevanje. Največja moč sevanja prihaja iz vidne svetlobe. Sončna energija je zahteva za zbiranje zaradi spremembe letnih časov, menjave dneva in noči. Prav tako se veliko sončnega sevanja izgubi v zemljini atmoseri  med oblaki in raznimi plini. 
Nekateri obnovljivi viri drugega rodu, kot so vetrne elektrarne, imajo velike možnosti za izkoristek in so že poznane po razmeroma nizkih stroških proizvodnje. Ob koncu leta 2008, je bila zmogljivost vetrnih elektraren po svetu  120.791 megavatov (MW), kar pomeni povečanje za 28,8 odstotka v letu dni. Vetrna energija  proizvede približno 1,3 odstotka svetovne električne energije, predstavlja približno 20 odstotkov rabe električne energije na Danskem, 9 odstotkov v Španiji, in 7 odstotkov v Nemčiji, vendar pa je težko, da bi bile postavitve veternice na nekaterih mestih odobrene, zaradi spremembe videza pokrajine in morda bi jih bilo ponekod težko vključiti v ustroj elektroenergetskega omrežja.
Brazilija ima enega največjih načrtov za povečanje obnovljivih virov energije na svetu, ki vključuje proizvodnjo etanola za gorivo iz sladkornega trsa. Etanol zdaj zagotavlja 18 odstotkov državnega goriva za vozila. Kot posledica tega, skupaj z uporabo domačih virov nafte, je Brazilija, ki je bila pred leti velik uvoznik nafte za domačo porabo, pred kratkim dosegla popolno samozadostnost pri olju.
Večina vozil na cestah ZDA danes lahko deluje na mešanice do 10 odstotkov etanola, proizvajalci motornih vozil pa že proizvajajo vozila, ki delujejo na precej višjo mešanico etanola.

### Tehnologija tretjega rodu
Tretji rod tehnologije še ni splošno dokazana oziroma se še ne prodaja, vendar se uveljavljajo in so lahko morebitno primerljive z drugimi tehnologijami obnovljive energije. Ti vključujejo najnovejše tehnologije za napredno uplinjanje biomase, sončne elektrarne in energijo oceanov.
Po podatkih Mednarodne agencije za energijo, bi nove bioenergije (biogoriva), predvsem biorafinerije celuloznega etanola, lahko omogočile biogorivu veliko večji pomen v prihodnosti, kot so sprva predvidevali. Ostanki pridelkov, na primer koruzna stebla, slame pšenice in riža, lesnih odpadkov in komunalnih odpadkov, so možni viri biomase.
V zvezi z energijo oceanov, še eno tehnologijo tretjega rodu, ima Portugalska od leta 2008 prvo uporabno elektrarno, ki izkorišča energijo valov (angl. wave farm).
Leta 2007 se pojavi prve elektrarna na  svetu z uporabo energije plimovanja, nameščena v ožini Strangford Lough na Irskem. Čeprav je generator dovolj močan za prenos energije do tisoč domov, ima vijak zelo majhen vpliv na okolje, saj je skoraj popolnoma pod vodno gladino in se vrti dovolj počasi, da ne predstavlja sprememb ali nevarnosti za živali.

### Energetska  učinkovitost
Na poti k trajnostni energiji bodo potrebne spremembe, ne le pri načinih dobavljanja, temveč tudi pri količinah porabljene energije za delovanje porabnikov, zato je zmanjševanje količine energije, potrebne za zagotavljanje vrst proizvodov ali storitev, bistvenega pomena. Priložnosti za izboljšave na strani povpraševanja po energiji so bogate in raznovrstne, kot tiste na strani ponudbe in pogosto ponujajo občutne gospodarske koristi.
Za obnovljive vire energije in energetsko učinkovitost so včasih rekli, da sta soodvisna stebra (twin pillars) trajnostne energetske politike. Oba vira se morata razvijati za uravnovešenje in zmanjšanje izpustov ogljikovega dioksida v ozračje. Učinkovitost upočasni rast povpraševanja po energiji, tako da lahko zaloge čiste energije naraščajo, istočasno pa se precej zmanjšuje poraba fosilnih goriv. Če bo poraba energije rastla prehitro, bo razvoj obnovljive energije lovil umikajoče se cilje. Kakršni koli resni načrti trajnostnega energetskega gospodarstva zahtevatjo zaveze obnovljivim virom energije in učinkovitosti.
Obnovljivi viri energije in energetske učinkovitosti niso več le tržna niša in edini, ki bi jih spodbujale vlade in okoljevarstveniki. Povečana raven naložb in dejstvo, da velik del dobička, ki prihaja iz bolj konvencionalnih finančnih udeležencev kažejo na to, da so trajnostne energetske možnosti zdaj postajajo prevladujoče težnje političnih usmeritev.

## Zelena energija
Zelena energija vključuje naravne postopke pretvarjanja energije, ki se jih lahko izvaja brez pretiranega onesnaževanja. K tej vrsti spadajo geotermalna energija, energija vetra, vode, sonca, biomasa in energija valovanja, nekateri uvrščajo sem tudi energijo, nastalo pri sežiganju odpadkov, drugi, vključuno z Georgeom Monbiotom in Jamesom Lovelockom so uvrstili sem tudi jedrsko energijo, čemur okoljevarstvene ustanove, kot je Greenpeace, temu oporekajo, saj trdijo, da so potem težavni radioaktivni odpadki, ki nastanejo ob pridobivanju te energije in tako politiko krivijo nesreč, kot je bila Černobilska 1986.
V veliko državah zelena energija trenutno predstavlja zelo majhen delež elektrike v omrežju, nekje med 2 in 5 odstotki.
 
Kjub vsemu prav vsak vir energije povzroča določeno stopnjo onesnaženja iz proizvedene tehnologije.